# Estación de Ougrée
La estación de Ougrée es una estación de tren belga situada en Seraing, en la provincia de Lieja, región Valona.
Pertenece a las líneas  y  de S-Trein Lieja.

## Situación ferroviaria
La estación se encuentra en la línea 125 (Aguesses-Flémalle).

## Intermodalidad
| Línea | Procedencia              | Parada      | Destino           |
| ----- | ------------------------ | ----------- | ----------------- |
| 9     | JEMEPPE Gare Routière    | OUGRÉE Gare | HUY Gare          |
| 25    | LIÈGE Opéra              | OUGRÉE Gare | OUGRÉE Gros Hêtre |
| 27    | MARBAIS Maison Communale | OUGRÉE Gare | GEMBLOUX Gare     |